# Kusaczka jasnodzioba
Kusaczka jasnodzioba, kusaczka czerwonooka (Hypsibemon carrikeri) – gatunek średniej wielkości ptaka z rodziny kusaczek (Myrmotheridae). Występuje endemicznie w peruwiańskich Andach i nie jest zagrożony wyginięciem.

## Taksonomia
Po raz pierwszy gatunek opisali w 1982 Thomas S. Schulenberg i Morris D. Williams. Opis ukazał się na łamach „The Wilson Bulletin”; autorzy przydzielili kusaczce jasnodziobej nazwę Grallaria carrikeri; Międzynarodowy Komitet Ornitologiczny akceptuje tę nazwę (2021), ale autorzy Kompletnej listy ptaków świata umieszczają ten gatunek w rodzaju Hypsibemon. Holotyp pochodził z Cordillera de Colán w Peru; był to dorosły samiec odłowiony przez Williamsa 15 października 1978 na wysokości 2450 m n.p.m. Został przekazany do Louisiana Museum of Natural History (Baton Rouge, Luizjana) i opatrzony numerem 88044. Nie wyróżnia się podgatunków.
Niektórzy autorzy uznają kusaczkę jasnodziobą za takson siostrzany wobec kusaczki szarobrzuchej (H. nuchalis), możliwe, że jest bliżej spokrewniona z kusaczką białolicą (H. ridgelyi).
Nazwa gatunkowa upamiętnia M. A. Carrikera, ornitologa i eksploratora Ameryki Południowej, także obszarów znajdujących się w okolicy miejsca okrycia holotypu.

## Morfologia
Długość ciała kusaczki jasnodziobej wynosi blisko 19 cm. Masa ciała samców to 96–124 g, samic – 97–112 g. Wymiary szczegółowe holotypu oraz innych osobników (n – liczba osobników):
| ♂/♀ |           | Skrzydło    | Ogon      | Dziób     | Skok      |
| --- | --------- | ----------- | --------- | --------- | --------- |
| ♂   | n         | 5           | 4         | 5         | 5         |
| ♂   | przedział | 106,8–112,5 | 62,6–66   | 29,6–31,3 | 59–60,6   |
| ♀   | n         | 2           | 4         | 4         | 4         |
| ♀   | przedział | 103,7–107,1 | 61,4–65,7 | 28–29,1   | 56,4–58,9 |
| ♂   | holotyp   | 111,6       | 66        | 30        | 59        |

Nie występuje dymorfizm płciowy. U dorosłego osobnika czoło, pokrywy uszne, kantarek i policzki czarne. Boki głowy i jej wierzch czarnobrązowe, barwa płynnie przechodzi w oliwkowobrązowy kolor karku i grzbietu. Na piórach grzbietu występują bardzo wąskie czarne końcówki. Skrzydła i sterówki ciemnokasztanowe. Górna część gardła czarna, na dole przechodzi w czarnoszarą. Pierś i brzuch łupkowoszare, pióra posiadają wąskie czarne zwieńczenia; środek brzucha jaśniejszy, niemal biały. Boki i okolice kloaki płowobiałe. Tęczówka krwistoczerwona po jasną, czerwonobrązową; dziób o barwie kości słoniowej; skoki szaroniebieskie. U osobników młodocianych głowa, górna część grzbietu i piersi czarnoszare, reszta ciała ciemnoszara w cynamonowe prążki, środek brzucha biały.

## Zasięg występowania
Kusaczka jasnodzioba występuje w centralnych Andach w Peru, od regionu Amazonas na południe po region La Libertad. BirdLife International szacuje całkowity zasięg występowania na 49 tys. km².

## Ekologia
H. carrikeri zamieszkuje gęste zarośla bambusów oraz przyległego podszytu wilgotnych lasów górskich na wysokości 2350–2900 m n.p.m. W skład diety wchodzą stawonogi, zwłaszcza gąsienice i chrząszcze. Młode często otrzymują dżdżownice. Pieśń kusaczki jasnodziobej trwa 3 sekundy, ptak śpiewa ją co 6–10 sekund; składa się z 6 dźwięków z nieznaczną przerwą między 1. i 5.; pierwszy dźwięk najdłuższy, drugi nieco niższy.

### Lęgi
Młode osobniki odnaleziono w sierpniu i październiku, co wskazuje to, że okres lęgowy przypada na suchszą część roku. Odnaleziono jedno gniazdo (17 października 1979); znajdowało się w okolicy Ongon (region La Libertad) w lesie mglistym; autor podał koordynaty 8°11′00″S 77°10′00″W/-8,183333 -77,166667. Gniazdo było umieszczone 5 m od traktu, którym dziennie przechodziło około 30 osób z osłami. Gniazdo znajdowało się 3 m nad ziemią, na częściowo opadniętym drzewie o średnicy pnia 0,5 m. Ptak umieścił je w zbiorowisku paproci, mchów i martwych liści. Zbudowane było z kilku gałązek oraz masy składającej się z martwych liści i mchu. Z zewnątrz mierzyło około 19 na 20 cm, od wewnątrz 14 na 12 cm; głębokość wynosiła 5 cm. Oba ptaki z pary brały udział w karmieniu dwóch młodych. Ich wiek oszacowano na 7 dni; ważyły 26 i 27 g. Ząb jajowy był nadal widoczny; zarówno wnętrze dzioba, jak i dziób miały barwę pomarańczową

## Status i zagrożenia
Gatunek klasyfikowany jest przez IUCN jako najmniejszej troski (LC – Least Concern) od 2020 roku. Wcześniej, od 2013 roku był uznawany za gatunek bliski zagrożenia (NT, Near Threatened), a od 1988 roku za gatunek najmniejszej troski. Liczebność populacji szacuje się na około 90 tysięcy dorosłych osobników. Trend liczebności populacji jest oceniany jako spadkowy. Zagrożeniem dla gatunku jest wycinka lasów; dawniej miała miejsce poniżej wysokości, na której żyje kusaczka jasnodzioba, obecnie odbywa się także na wyższych wysokościach, np. w górnym biegu rzeki Río Chido w okolicy Pomacochach. H. carrikeri występuje w 6 obszarach uznanych za ostoje ptaków IBA. Stwierdzono gatunek w Parku Narodowym Rio Abiseo.